# Джибрилла, Исса
Исса Ибраим Джибрилла (фр. Issa Ibrahim Djibrilla; род. 1 января 1996, Ниамей) — нигерский футболист, вингер клуба «Зиря» и национальной сборной Нигера.

## Карьера

### Начало карьеры
Футбольную карьеру на профессиональном уровне начал в нигерском клубе «Цунами Лазарет». В июле 2018 года перешёл в клуб «Сахель», вместе с которым затем на протяжении нескольких двух сезонов выступал в чемпионате Нигера. Первый зарубежный опыт у футболиста произошёл в июле 2020 года, когда он сменил клубную прописку на буркинийский клуб «Рахимо». В январе 2021 года футболист вернулся в «Сахель». 

### «Кечиоренгюджю»
В июле 2021 года футболист перешёл в турецкий клуб «Кечиоренгюджю». Дебютировал за клуб 15 августа 2021 года в матче против клуба «Алтынорду», где также забил свой дебютный гол. По ходу сезона футболист закрепился в основной команде, однако в основном оставался игроком скамейки запасных. За сезон футболист отличился 4 забитыми голами и результативной передачей. В сентябре 2022 года покинул клуб. 

### «Зиря»
В октябре 2022 года футболист подписал контракт с азербайджанским клубом «Зиря», рассчитанный до июля 2025 года. Сам футболист официально присоединился к клубу 1 января 2023 года. Дебютировал за клуб 25 января 2023 года в матче против клуба «Сумгаит». Большую часть сезона футболист провёл на скамейке запасных, снова став получать игровую практику лишь под конец чемпионата, по итогу которого футболист вместе с клубом остановился на пятом итоговом месте. Сам же футболист результативными действиями за сезон не отличился.
Новый сезон за клуб начал с матча 2 сентября 2023 года против клуба «Габала», выйдя на замену на 75 минуте. Дебютный гол за клуб забил 28 октября 2023 года в матче против клуба «Сабаил».

## Международная карьера
Дебютировал за национальную сборную Нигера 10 октября 2020 года в товарищеском матче против сборной Чада, где футболист также забил свой дебютный гол. В матче 15 ноября 2021 года в рамках квалификаций на чемпионат мира против сборной Джибути футболист записал в свой актив дубль.